# 크리스마스에 날아갑니다
《크리스마스에 날아갑니다》(영어: Operation Christmas Drop)는 2020년에 넷플릭스에서 공개한 미국의 영화이다.

## 캐스팅

### 주연
- 알렉산더 루드윅 : 캡틴 앤드류 얀츠 역
- 캣 그래이엄 : 에리카 밀러 역

### 조연
- 버지니아 매드슨 : 앤지 브래드포드 역
- 아론 더글러스 : 다니엘 샘슨 역
- 트레조 마호로 : 조커 역

## 같이 보기
- 크리스마스 영화 목록